# Suspensión cardán

Animación de un conjunto de tres ejes.

La suspensión cardán (del francés cardan, por alusión a Girolamo Cardano, 1501-1576, médico y escritor italiano) es un mecanismo de estabilización que funciona mediante la suspensión, consistente en dos aros concéntricos cuyos ejes forman un ángulo recto, lo cual permite mantener la orientación de un eje de rotación en el espacio, independientemente del movimiento del soporte.

Dibujo de un conjunto de dos ejes.

Fue denominada suspensión cardán por el matemático y físico italiano Girolamo Cardano (1501–1576), quien la describió en detalle en 1550. Sin embargo, éste no la inventó, ni proclamó haberlo hecho. Su invención fue anterior. Aparece su descripción por primera vez el año 3 a. C., en un escrito de Filón de Bizancio, ingeniero griego que vivió en Egipto en el siglo III a.C. De todas formas, algunos autores modernos apoyan la idea de que no debe atribuirse a un solo inventor.

## Historia
La suspensión cardán fue descrita por primera vez por el inventor griego Filón de Bizancio (280–220 a. C.). Describe un bote de tinta de ocho lados con una apertura en cada costado, en el cual se puede entintar una pluma independientemente de cuál de las caras esté en la parte superior, sin que la tinta salga por alguno de los otros agujeros. Esto se realizó con la suspensión del tintero en el centro, montado sobre una serie de aros metálicos concéntricos, para que permaneciera estático sin importar sobre qué lado se apoyase el bote.
La autenticidad de las descripciones de la suspensión cardán de Filón de Bizancio se han puesto en duda por algunos autores, en base a la sospecha de que la parte de la Neumática de Filón con esa descripción tan solo sobrevivió en una traducción árabe de principios del siglo IX. Así, no fue hasta 1965 que el sinólogo Joseph Needham sospechó de una interpolación árabe. No obstante, Carra de Vaux, autora de la traducción francesa que aún prevalece como base para los estudios modernos, considera la Neumática como genuina. George Sarton, historiador de tecnología, también afirma que es seguro asumir que la traducción arábiga es una copia fiel del original de Filón, y le atribuye la invención explícitamente. Lo mismo hace su colega Michael Lewis (2001). De hecho, la investigación que llevó a cabo (1997) demuestra que la copia árabe contiene secuencias de letras griegas que dejaron de usarse después del siglo I. Así, fortaleció la sospecha de que es una copia leal al original helenístico. Dicha opinión fue compartida también por el clasicista Andrew Wilson (2002).
En la antigua China, el inventor e ingeniero mecánico de la Dinastía Han (202 a. C. – 220 d. C.), Ding Huan, creó un creador de incienso con suspensión cardán alrededor del 180 d. C. El uso de la suspensión cardán utilizada para quemadores de incienso en China datan de principios de la dinastía Tang (618–907) y formaban parte de la tradición orfebre en China. Además, existen indicios en los escritos de Sima Xiangru (197–117 a. C.) de que la suspensión cardán ya existía en China desde el siglo II a.C. Durante la Dinastía Liang (502–557), hay menciones de que se usaba para las bisagras de las puertas y ventanas, mientras que una vez un artesano presentó una estufa a la emperatriz Wu Zetian (r. 690–705) que empleaba la suspensión cardán.
El autor romano Ateneo Mechanicus, que escribió durante el reino de Augusto (30 a. C. – 14 d. C.), describió el uso militar de un mecanismo similar al de la suspensión cardán, al que denomina “pequeño simio” (pithêkion). Al preparar el ataque de las ciudades costeras desde el mar, los ingenieros militares unían los barcos mercantes para llevar los mecanismos de asedio hasta las murallas. Para prevenir que la maquinaria de los barcos rodase por la cubierta en mares agitados, Ateneo aconsejaba que “se fijase el pithêkion en la plataforma unida a los barcos mercantes en el centro, para que la maquinaria permanezca erguida en cualquier ángulo”.
La suspensión cardán siguió siendo ampliamente conocida en Oriente Próximo tras la antigüedad. En el Occidente latino, las referencias a este mecanismo aparecieron nuevamente en el siglo IX, en el libro de recetas llamado ‘La pequeña clave de la pintura’ (mappae clavicula). El inventor francés Villard de Honnecourt representa una serie de dispositivos de suspensión cardán en su cuaderno de dibujos. A principios del período moderno, las brújulas usaban la suspensión cardán.

## Usos

### Navegación inercial
En la navegación inercial, aplicada a barcos y submarinos, se necesitan un mínimo de tres dispositivos de estabilización para permitir que un sistema de navegación inercial (mesa estable) permanezca fijado en el espacio inercial, compensando los cambios de orientación, el cabeceo y el balanceo del barco. En esta aplicación de la suspensión de cardán, la unidad de medición inercial (IMU) está equipada con tres giroscopios montados ortogonalmente para detectar la rotación de todos los ejes de un espacio tridimensional. Las salidas del giroscopio se mantienen nulas a través de motores de accionamiento en cada eje, para mantener la orientación de la IMU. Para lograr esto, las señales de error del giroscopio pasan por “resolvedores” montados en los tres cardanes. Estos resolvedores realizan una transformación matricial de acuerdo con cada ángulo, para que los pares de torsión del barco requeridos lleguen al eje del cardán correspondiente. Los pares de guiñada se resuelven mediante transformaciones de balanceo y cabeceo. En los aviones, se utilizan plataformas de detección similares.
En los sistemas de navegación inercial, el bloqueo del cardán puede darse cuando la rotación del vehículo causa que dos de los tres anillos de suspensión cardán se alineen con sus ejes de pivote en un solo plano. Cuando esto ocurre, deja de ser posible mantener la detección de la orientación de la plataforma.

### Fotografía e imagen
Los sistemas de suspensión cardán también son usados para montar de todo, desde pequeñas lentes de cámara hasta grandes telescopios fotográficos.
En los equipos de fotografía portátiles, se utilizan cabezales de un solo eje para permitir balance en el movimiento de la cámara y las lentes. Esto resulta útil especialmente en fotografía de vida salvaje, igual que en cualquier otro caso en el que se requiera el uso de teleobjetivos grandes y pesados. Un cabezal de giroscopio gira una lente alrededor de su centro de gravedad, permitiendo así manipularla de forma fluida mientras se siguen sujetos en movimiento. En la fotografía por satélite, con fines de seguimiento se usan monturas muy grandes de 2 o 3 ejes.
Los cardanes giroestabilizados que albergan múltiples sensores también son utilizados para aplicaciones en vigilancia aérea, e incluye inspección de tuberías y líneas eléctricas, cartografía, e ISR (inteligencia, vigilancia y reconocimiento). Los sensores que albergan incluyen imágenes térmicas, luz diurna, cámaras con poca luz, así como telémetros láser e iluminadores.
Los sistemas de suspensión cardán también son utilizados en equipamiento de ópticas científicas. Por ejemplo, se usa para rotar las muestras materiales a lo largo de un eje para estudiar su dependencia angular de las propiedades ópticas.

### Cine y vídeo
Los cardanes portátiles de 3 ejes se usan en sistemas de estabilización diseñados para dar al operador de cámara la ventaja de poder grabar cámara en mano sin vibraciones, sacudidas o movimiento excesivo. Hay dos versiones de dicho sistema de estabilización: mecánica y motorizada.
Los cardanes mecánicos tienen la parte superior donde se fija la cámara, el poste en el cual muchos modelos pueden ser extendidos, con el monitor y las baterías situados en la parte inferior para contrarrestar el peso de la cámara. Así es como la Steadicam se mantiene erguida en posición vertical, simplemente haciendo que la parte inferior sea levemente más pesada de la superior, girando en suspensión cardán. Esto deja el centro gravitatorio del equipo, por pesado que sea, al alcance del camarógrafo. Así, se permite un control hábil de todo el sistema con un ligero toque del cardán.
Impulsado por tres motores, los cardanes motorizados tienen la habilidad de mantener la cámara nivelada en todos sus ejes, mientras el operador de cámara la mueve. Una unidad de medición inercial (IMU) responde al movimiento y utiliza sus motores individuales para estabilizar la cámara. Con la guía de algoritmos, el estabilizador es capaz de notar la diferencia entre movimientos deliberados, como panorámicas o tomas de seguimiento, y sacudidas no deseadas. Esto permite que parezca que la cámara esté flotando en el aire, un efecto conseguido por la Steadicam anteriormente. Los cardanes se pueden montar en vehículos, como coches o drones, en los que las vibraciones o movimientos repentinos harían que un trípode u otro soporte de la cámara no diera los resultados apropiados. Un ejemplo popular en la industria de la transmisión televisiva en vivo es el cardán de cámara de 3 ejes Newton.

## Bloqueo del cardán
El bloqueo del cardán consiste en la pérdida de un grado de libertad en una suspensión cardán de tres rotores, que ocurre cuando los ejes de dos de los tres rotores se colocan en paralelo, bloqueando el sistema en una rotación en un espacio bidimensional degenerado.
La palabra bloqueo puede ser confusa: ninguno de los rotores está bloqueado. Los tres pueden todavía moverse libremente sobre sus ejes de suspensión respectivos. Sin embargo, debido a la orientación paralela de los ejes de dos de los rotores, existe un eje sobre el que ninguno de los rotores puede girar.